# フードフォース
『フードフォース』（Food Force）は、国際連合世界食糧計画（WFP）が2005年4月14日に無料公開したPC用の教育ソフトウェア。プレイヤーが様々な人道支援活動を疑似体験することにより、世界の飢餓の現状やWFPの取り組みについて学ぶ内容となっている。2009年には続編の『Food Force 2』が公開されている。
2005年10月17日には日本語版がコナミより公開された。また、2011年11月30日にはFacebook版がコナミより全世界に向けて配信されたが、2013年11月30日23:59（日本時間）をもってサービスを終了している。

## ゲーム内容
インド洋の中心に浮かぶ架空の島国「シェイラン（Sheylan）」が舞台となる。この国は戦争や干ばつの影響で国民が飢餓に苦しんでおり、プレイヤーはWFPの一員として食料調達から街の復興までを支援することになる。趣向の異なる6つのミッションがあり、各ミッションでプレイ内容に応じて算出される点数の合計を競う。
PC日本語版では日本語吹き替えが行われており、食糧援助チームの隊長を藤岡弘、が、隊員を平山あやがそれぞれ演じている。また、通常の「一般向け」版のほか、ひらがなの文章を多く用い5歳から13歳の子供を対象とする「子ども向け」版もある。
Facebook版では、他のプレイヤーとコミュニケーションをとりながらプレイすることができる。また、課金アイテムが存在するが、この収益は一部の運営費を除きWFPへ寄付される。